# Herbie Williams
Herbert John "Herbie" Williams, Jr. (født 6. oktober 1940 i Swansea, Wales) er en walisisk tidligere fodboldspiller, der spillede som angriber.

## Karriere
Williams tilbragte hele sin professionelle karriere, fra 1958 til 1975, hos Swansea City i sin fødeby Han nåede at spille over 500 ligakampe og score over 100 ligamål for klubben.
Williams spillede desuden tre kampe for det walisiske landshold. De to første var VM-kvalifikationskampe mod Grækenland i henholdsvis 1964 og 1965, den sidste en EM-kvalifikationskamp mod Rumænien i 1971.